# ارموطا
ارموطا (به عربی: أرموطا) یک منطقهٔ مسکونی در عراق است که در استان اربیل واقع شده‌است.